# Ostatni raz
Ostatni raz – drugi singel polskiej piosenkarki Haliny Mlynkovej promujący album Po drugiej stronie lustra, wydany 1 maja 2014 roku nakładem wytwórni płytowej Universal Music Polska. Autorem muzyki oraz tekstu utworu jest Leszek Wronka.
Utwór był „piosenką dnia” Programu I Polskiego Radia 2 maja 2014 roku. W tym samym miesiącu na Słowacji nakręcono teledysk do piosenki, który premierowo opublikowano za pośrednictwem internetu.
6 czerwca 2014 roku wykonując utwór „Ostatni raz” wokalistka wygrała konkurs SuperPremiery podczas LI Krajowego Festiwalu Piosenki Polskiej w Opolu. Artystka po wygranej powiedziała:

W Opolu zaśpiewałam piosenkę swojego życia. Długo na tę chwilę czekałam. Marzyło mi się, żeby stanąć na deskach amfiteatru w pięknej sukience i zaśpiewać dostojnie od początku do końca bez tańców i podskoków.

## Lista utworów
1. „Ostatni raz” – 3:58[6]